# Someone’s Waiting for You
Someone’s Waiting for You ist ein Filmsong aus dem Disney-Film Bernard und Bianca – Die Mäusepolizei (1977), geschrieben von Carol Connors, Sammy Fain und Ayn Robbins. Im Original wurde er von der Sängerin Shelby Flint gesungen. Das Lied war bei der Oscarverleihung 1978 als bester Song nominiert. Die deutsche Fassung wurde von Wencke Myhre unter dem Titel Jemand wartet schon auf dich gesungen.

## Hintergrund
Penny, ein kleines Waisenkind, wurde noch nie adoptiert und ist deshalb deprimiert. Während das Lied erklingt schaut sie aus dem Waisenhaus, einem umgebauten Schiff, auf die Landschaft und wiegt ihren Teddy in den Schlaf, während Bernard und Bianca das Schiff betreten. In der Szene haben Bambi und seine Mutter einen Cameo-Auftritt.
Der Song erklingt aus dem Off, ein Stilmittel, das seit Bambi (1942) zum ersten Mal wieder in einem Disney-Film eingesetzt wurde. In den Filmen singen ansonsten die Charaktere das Lied.
Das Lied erschien außerdem auf dem gleichnamigen Soundtrack, der von Disneyland Records veröffentlicht wurde.

## Oscarverleihung 1978
Das Lied war bei der Oscarverleihung 1978 als „Bester Song“ nominiert, verlor aber gegen You Light Up My Life aus dem Soundtrack zu Stern meines Lebens. Es war nicht der einzige Disney-Song, der in diesem Jahr nominiert war. Candle on the Water aus Elliot, das Schmunzelmonster war ebenfalls nominiert.